# Scuticaria itirapinensis
Scuticaria itirapinensis  (лат.) — вид однодольных растений рода Scuticaria семейства Орхидные (Orchidaceae). Растение впервые описано бразильским ботаником Гиду Фредерику Жуаном Пабстом в 1973 году.

## Распространение, описание
Эндемик Бразилии, распространённый в штате Сан-Паулу.
Эпифитное растение. Псевдобульба мелкая, несёт длинный плотный лист. Губа ярко-жёлтая, заметно контрастирующая с цветом лепестков.